# Maximiliano Susán
Maximiliano Susán (Ciudad Autónoma de Buenos Aires, Argentina, 19 de junio de 1888 – Haedo, Argentina, 26 de febrero de 1965). Fue un futbolista argentino. Jugaba de delantero en Estudiantes (BA) y también integró la Selección Argentina de 1908 a 1913. Susán fue un temible artillero, uno de los máximos goleadores argentinos en la segunda década del siglo XX, con 57 presencias internacionales. 
El 25 de mayo de 1909 su equipo derrotó por 18 a 0 al Lomas Athletic, en la Ronda Preliminar de la Copa Competencia, en donde Max anotó doce goles, actual récord de un jugador argentino que más goles hizo en un encuentro. Se encuentra en el puesto 24 de goleadores de los años 1907 y 1908 según la IFFHS.

## Trayectoria
Fue a la universidad y estudió medicina veterinaria. Comenzó en el fútbol en Estudiantes, el club de los estudiantes universitarios. En 1905 este club ascendería a primera división. En 1906, jugó tres partidos de primera división, marcando tres goles. En 1907, cuando el Club Atlético Estudiantes se proclamó subcampeón de Argentina, también jugó tres partidos (cuatro goles). 
En 1908, cuando finalmente lograría la titularidad, anotó 17 goles en 14 partidos y terminó como tercer máximo anotador de la primera división argentina. En 1909 anotó 15 goles en 16 partidos y terminó como cuarto máximo goleador. "Max" Susán era un delantero versátil que jugaba igualmente bien en cualquier posición del ataque. Su hermano José Claudio Susán era exterior izquierdo, también del Club Atlético Estudiantes. 
Maximiliano Susán jugó sus primeros partidos internacionales "A" en 1908 como exterior derecho o centrocampista antes de establecerse como interior ofensivo. De 1908 a 1913 jugó con la Selección Argentina 22 veces, anotando ocho goles en total, cuatro de ellos frente a Uruguay (4:0) el 15 de agosto de 1913, convirtiéndose así también en el primer argentino en anotar un "cuadra-trick". Es curioso que el árbitro de este partido en Avellaneda no fuera otro que su hermano José Claudio Susán. 
El 16 de septiembre de 1912, Julio Roca presenció un partido entre la Selección de Brasil y la Selección Argentina en Río de Janeiro, para fortalecer las relaciones entre ambos países. Sin embargo, la primera mitad terminó 4-0. En el entretiempo, Roca bajó al vestuario molesto con los jugadores argentinos. Pero el encuentro finalizó 5-0.

Al terminar el primer tiempo le íbamos ganando 4 a 0. Se acercó al vestuario el teniente general Julio Roca y nos dijo: Muchachos hay que ser más diplomáticos. Brasil está celebrando el Grito de Ipiranga. No es justo que pierdan el partido. Hay que dejarlos ganar. Háganlo por la paz de América, muchachos.
Comentario de Maximiliano Susán sobre el partido entre Argentina y Brasil.

Max Susán jugó su último partido con la Selección Argentina el 26 de octubre de 1913, en un encuentro disputado en la ciudad de Montevideo ante la Selección de Uruguay por la Copa Newton de ese año.
Susán se retiró definitivamente del fútbol en 1915 a los 27 años para dedicarse por completo a la medicina veterinaria. 
En el año 1942 fue intendente del Partido de Morón por escasos meses. Murió en Haedo, provincia de Buenos Aires el 26 de febrero de 1965.

## Estadísticas
Datos actualizados al fin de la carrera deportiva.
| Estudiantes Argentina |               |               |     |    |    |     |     |      |      |
| 1.ª | 1906          | 3             | 3   | 4  | 4  | 7   | 7   | 1.00 |      |
| 1.ª | 1907          | 3             | 4   | 1  | 0  | 4   | 4   | 1.00 |      |
| 1.ª | 1908          | 14            | 17  | 3  | 2  | 17  | 19  | 1.11 |      |
| 1.ª | 1909          | 16            | 15  | 7  | 18 | 23  | 31  | 1.34 |      |
| 1.ª | 1910          | 15            | 6   | 5  | 5  | 20  | 11  | 0.55 |      |
| 1.ª | 1911          | 15            | 3   | 7  | 2  | 22  | 5   | 0.22 |      |
| 1.ª | 1912          | 8             | 2   | 4  | 3  | 12  | 5   | 0.41 |      |
| 1.ª | 1913          | 15            | 4   | 6  | 5  | 21  | 11  | 0.52 |      |
| 1.ª | 1914          | 11            | 8   | 3  | 0  | 14  | 8   | 0.57 |      |
| 1.ª | 1915          | 10            | 1   | 2  | 0  | 12  | 1   | 0.08 |      |
| 1.ª | 1916          | 15            | 4   | 4  | 1  | 19  | 5   | 0.26 |      |
| 1.ª | 1917          | 13            | 2   | 3  | 0  | 16  | 2   | 0.12 |      |
| 1.ª | 1918          | 11            | 0   | 4  | 0  | 15  | 0   | 0.00 |      |
| 1.ª | 1919 AAmF     | 2             | 0   | -  | -  | 2   | 0   | 0.00 |      |
| 1.ª | 1920 AAmF     | 2             | 0   | -  | -  | 2   | 0   | 0.00 |      |
| Total club | Total club    | 153           | 69  | 53 | 40 | 206 | 109 | 0.52 |      |
| Total carrera | Total carrera | Total carrera | 153 | 69 | 53 | 40  | 206 | 109  | 0.52 |
| (1) Incluye datos de la Cup Tie Competition, Copa de Honor, Copa de Competencia Jockey Club. (3) No incluye goles en partidos amistosos. |               |               |     |    |    |     |     |      |      |

### Selección nacional
| Selección | Año   | Amistoso | Amistoso | Total | Total |
| Selección | Año   | PJ       | G        | PJ    | G     |
| --------- | ----- | -------- | -------- | ----- | ----- |
| Argentina | 1908  | 3        | 1        | 3     | 1     |
| Argentina | 1909  | 3        | 0        | 3     | 0     |
| Argentina | 1910  | 4        | 3        | 4     | 3     |
| Argentina | 1911  | 6        | 0        | 6     | 0     |
| Argentina | 1912  | 3        | 0        | 3     | 0     |
| Argentina | 1913  | 5        | 5        | 5     | 5     |
| Total     | Total | 24       | 9        | 24    | 9     |

## Palmarés

#### Campeonatos nacionales
| Título                          | Equipo      | País      | Año  |
| ------------------------------- | ----------- | --------- | ---- |
| Copa de Competencia Jockey Club | Estudiantes | Argentina | 1910 |

#### Campeonatos amistosos
| Título      | Equipo              | País      | Año  |
| ----------- | ------------------- | --------- | ---- |
| Copa Lipton | Selección Argentina | Argentina | 1908 |
| Copa Lipton | Selección Argentina | Argentina | 1909 |
| Copa Lipton | Selección Argentina | Argentina | 1913 |